# Het slapende goud
Het slapende goud is een stripverhaal uit de reeks van Suske en Wiske. Het is het eerste lange verhaal, dat is geschreven door het nieuwe scenario- en tekenteam onder leiding van Peter Van Gucht en Luc Morjaeu. Het werd gepubliceerd in De Standaard en Het Nieuwsblad van 25 juli 2005 tot en met 12 november 2005. De eerste albumuitgave was op 14 september 2005.

## Locaties
Dit verhaal speelt zich af op de volgende locaties:
- België, Zwitserland, Matterhorn, Zermatt, hotel Alpen-blick, garage in berg, de Woecherarh-bank[1] met kluis in berg.

## Personages
In dit verhaal komen de volgende personages voor:
- Suske, Wiske, tante Sidonia, Lambik, Jerom, professor Barabas, G. Dokken (deurwaarderskantoor Dokken en Rappenbitje), Rudy (chauffeur), Pol (postbode), ruige mannen, Heinrich, Fred, Johan, bankdirecteur, politie.

## Uitvindingen
In dit verhaal spelen de volgende uitvindingen mee:
- de Stalen Mol.

## Het verhaal
Pol, de postbode, brengt Lambik zijn belastingaanslag en Lambik probeert dit te verhinderen maar dit mislukt. Suske en Wiske komen langs en Lambik laat zien dat hij zijn geld heeft zwartgeverfd. De kinderen leggen uit dat zwart geld niet bij de belasting bekend is en Lambik wil het dan witwassen, maar de wasmachine gaat stuk en het geld is vernield. Jerom gaat met zijn dubbelgepantserde snowboard naar Zwitserland om aan het jaarlijks terugkerende spektakel met de belastingen van Lambik te ontkomen: hij komt pas terug als Lambik weer normaal doet. Als G. Dokken van deurwaarderskantoor Dokken en Rappenbitje achterstallig kijk- en luistergeld bij Lambik komt halen, slaan de stoppen door. Lambik gaat weg en wil rijk worden, meteen wordt hij door chauffeur Rudy in een auto gegooid en rijdt weg. Een week later belt professor Barabas, Lambik komt bij hem langs en vertelt dat hij assistent van een archeoloog is geworden. Hij wil niet langer snel rijk worden, maar is geïnteresseerd in de wetenschap, Suske en Wiske vertrouwen het niet. Lambik wil graag de Stalen Mol lenen, die professor Barabas van professor Person heeft gekocht. Twee ruige mannen helpen Lambik de Stalen Mol in een enorme vrachtwagen laden, Lambik vertelt nog dat ze op zoek gaan naar een grafkamer. Volgens een plaatselijke legende spookt de hoofdman nog rond als klopgeest. Wiske vindt een pistool in de cabine van de vrachtwagen en ze verstopt zich met Suske in het slaapcompartiment. Wiske wordt ontdekt in Zwitserland, Suske kan ontkomen en waarschuwt vanuit Zermatt tante Sidonia. Vlak bij de Matterhorn zal hij op haar wachten in hotel Alpen-blick. Suske gaat met een agent naar de garage, maar de agent gelooft het verhaal niet en gaat weg na een lege garage gezien te hebben. Tante Sidonia gaat even later met Suske naar de garage, Suske heeft de hoofdzekering uit de Stalen Mol gehaald en had niet verwacht dat het voertuig zou starten.
Suske en tante Sidonia verslaan Heinrich en Lambik vertelt Wiske dat de Woeckerarh-bank een grote kluis in een berg heeft, door het bankgeheim waren Zwitserse banken erg populair bij criminelen. Na de versoepeling van het bankgeheim lieten veel criminelen hun geld bij de bank achter, dit nooit geclaimde goud ligt in de kluis van de Woecherarh-bank. Professor Barabas vertelt dat hij een tweede zekering in de Stalen Mol heeft ingebouwd, als één overbelast raakt zal de andere het overnemen. Maar als de tweede zekering stuk gaat zal de Stalen Mol vastraken in de berg. Fred gelooft het niet en geeft toch meer gas, de Stalen Mol komt net met zijn neus in de kluis terecht en raakt dan vast. Tante Sidonia verslaat twee criminelen en waarschuwt Jerom die in het gebied op wintersport is. Suske vertelt de bankdirecteur de situatie en deze geeft meteen opdracht de Stalen Mol uit te hakken, in de Stalen Mol is al zuurstofgebrek doordat de motor is uitgevallen. De inzittenden worden bevrijd, maar Wiske komt als enige niet bij. Dan blijkt de bankdirecteur de opdrachtgever van Lambik te zijn, hij wil naar Zuid-Amerika en geeft Johan opdracht de vrienden neer te schieten. Johan wordt neergeslagen en Suske stopt de zekering terug, maar de Stalen Mol start pas na enkele onverklaarbare klappen. Met de Stalen Mol smelten ze de goudstaven zodat de bankdirecteur het niet kan meenemen. Ze gaan met de Stalen Mol terug naar de garage en Jerom vindt de bank en sluit de criminelen op in de kluis, de bankdirecteur wordt door hem uitgeleverd aan de politie. Wiske wordt naar een ziekenhuis gebracht en herstelt al snel, de vrienden vragen zich af wie hen op enkele ogenblikken toch geholpen heeft. In de afgesloten kluis zit de geest van een Keltische hoofdman bij zijn goud…

## Achtergronden
In dit verhaal komt de Stalen Mol, een aankoop van Professor Barabas, weer terug. Dit voertuig, waarmee onder de grond kan worden gereisd, kwam eerder voor in De groene splinter.